# 치환 실례
논리학에서 치환 실례(置換實例, 영어: substitution instance)는 명제를 구성하는 원자 명제를 다른 명제로 대신하여 얻는 명제이다.

## 명제 논리

### 정의
명제 논리에서, 명제 형식 {\displaystyle P}의, 원자 명제 {\displaystyle p_{1},\dots ,p_{n}} 및 명제 형식 {\displaystyle Q_{1},\dots ,Q_{n}}에 대한 치환 실례 {\displaystyle P[Q_{1}/p_{1},\dots ,Q_{n}/p_{n}]}는 {\displaystyle P} 속의 각 {\displaystyle p_{i}}에 {\displaystyle Q_{i}}를 넣어 얻는 명제이다. 즉, 다음과 같이 재귀적으로 정의된다.
- 원자 명제 {\displaystyle p}에 대하여,
  - {\displaystyle p\neq p_{i}}라면, {\displaystyle p[Q_{1}/p_{1},\dots ,Q_{n}/p_{n}]=p}
  - {\displaystyle p=p_{i}}라면, {\displaystyle p[Q_{1}/p_{1},\dots ,Q_{n}/p_{n}]=Q_{i}}
- 명제 형식 {\displaystyle P}에 대하여, {\displaystyle (\lnot P)[Q_{1}/p_{1},\dots ,Q_{n}/p_{n}]=\lnot (P[Q_{1}/p_{1},\dots ,Q_{n}/p_{n}])}
- 명제 형식 {\displaystyle P,Q}에 대하여, {\displaystyle (P\land Q)[Q_{1}/p_{1},\dots ,Q_{n}/p_{n}]=P[Q_{1}/p_{1},\dots ,Q_{n}/p_{n}]\land Q[Q_{1}/p_{1},\dots ,Q_{n}/p_{n}]}

### 성질
만약 {\displaystyle P}가 항진 명제 형식이라면, 모든 치환 실례 {\displaystyle P[Q_{1}/p_{1},\dots ,Q_{n}/p_{n}]} 역시 항진 명제 형식이다. 만약 {\displaystyle P}가 모순 명제 형식이라면, 모든 치환 실례 {\displaystyle P[Q_{1}/p_{1},\dots ,Q_{n}/p_{n}]} 역시 모순 명제 형식이다.
만약 모든 {\displaystyle i=1,\dots ,n}에 대하여 {\displaystyle Q_{i}}와 {\displaystyle R_{i}}가 서로 동치라면, {\displaystyle P[Q_{1}/p_{1},\dots ,Q_{n}/p_{n}]}와 {\displaystyle P[R_{1}/p_{1},\dots ,R_{n}/p_{n}]}은 서로 동치이다.

### 예
명제
{\displaystyle p\lor q\lor r}
의, 원자 명제 {\displaystyle p,q,r} 및 명제
{\displaystyle p\land q}
{\displaystyle \lnot p\land q}
{\displaystyle p\land \lnot q}
에 대한 치환 실례는
{\displaystyle (p\land q)\lor (\lnot p\land q)\lor (p\land \lnot q)}
이다.

## 1차 논리

### 정의
1차 논리에서, 항 {\displaystyle t}의, 변수 {\displaystyle x_{1},\dots ,x_{n}} 및 항 {\displaystyle u_{1},\dots ,u_{n}}에 대한 치환 실례 {\displaystyle t[u_{1}/x_{1},\dots ,u_{n}/x_{n}]}는 {\displaystyle t} 속의 각 {\displaystyle x_{i}}에 {\displaystyle u_{i}}를 넣어 얻는 항이다. 즉, 다음과 같이 재귀적으로 정의된다.
- 연산 {\displaystyle {\mathsf {f}}} 및 항 {\displaystyle t_{1},\dots ,t_{m_{\mathsf {f}}}}에 대하여, (여기서 {\displaystyle m_{\mathsf {f}}}는 항수)
{\displaystyle {\mathsf {f}}(t_{1},\dots ,t_{m_{\mathsf {f}}})[u_{1}/x_{1},\dots ,u_{n}/x_{n}]={\mathsf {f}}(t_{1}[u_{1}/x_{1},\dots ,u_{n}/x_{n}],\dots ,t_{m_{\mathsf {f}}}[u_{1}/x_{1},\dots ,u_{n}/x_{n}])}

논리식 {\displaystyle \phi }의, 변수 {\displaystyle x_{1},\dots ,x_{n}} 및 항 {\displaystyle t_{1},\dots ,t_{n}}에 대한 치환 실례 {\displaystyle \phi [t_{1}/x_{1},\dots ,t_{n}/x_{n}]}는 {\displaystyle \phi } 속의 각 자유 변수 {\displaystyle x_{i}}에 {\displaystyle u_{i}}를 넣어 얻는 논리식이다. 즉, 다음과 같이 재귀적으로 정의된다.
- 항 {\displaystyle t,u}에 대하여, {\displaystyle (t=u)[t_{1}/x_{1},\dots ,t_{n}/x_{n}]=(t[t_{1}/x_{1},\dots ,t_{n}/x_{n}]=u[t_{1}/x_{1},\dots ,t_{n}/x_{n}])}
- 관계 {\displaystyle {\mathsf {R}}} 및 항 {\displaystyle u_{1},\dots ,u_{n_{\mathsf {R}}}}에 대하여, (여기서 {\displaystyle n_{\mathsf {R}}}는 항수)
{\displaystyle {\mathsf {R}}(u_{1},\dots ,u_{n_{\mathsf {R}}})[t_{1}/x_{1},\dots ,t_{n}/x_{n}]={\mathsf {R}}(u_{1}[t_{1}/x_{1},\dots ,t_{n}/x_{n}],\dots ,u_{n_{\mathsf {R}}}[t_{1}/x_{1},\dots ,t_{n}/x_{n}])}
- 논리식 {\displaystyle \phi }에 대하여, {\displaystyle (\lnot \phi )[t_{1}/x_{1},\dots ,t_{n}/x_{n}]=\lnot (\phi [t_{1}/x_{1},\dots ,t_{n}/x_{n}])}
- 논리식 {\displaystyle \phi ,\psi }에 대하여, {\displaystyle (\phi \land \psi )[t_{1}/x_{1},\dots ,t_{n}/x_{n}]=\phi [t_{1}/x_{1},\dots ,t_{n}/x_{n}]\land \psi [t_{1}/x_{1},\dots ,t_{n}/x_{n}]}
- 논리식 {\displaystyle \phi } 및 변수 {\displaystyle x}에 대하여,
  - {\displaystyle x\neq x_{i}}라면, {\displaystyle (\forall x\phi )[t_{1}/x_{1},\dots ,t_{n}/x_{n}]=\forall x(\phi [t_{1}/x_{1},\dots ,t_{n}/x_{n}])}
  - {\displaystyle x=x_{i}}라면, {\displaystyle (\forall x\phi )[t_{1}/x_{1},\dots ,t_{n}/x_{n}]=\forall x(\phi [t_{1}/x_{1},\dots ,t_{i-1}/x_{i-1},t_{i+1}/x_{i+1},\dots ,t_{n}/x_{n}])}

논리식 {\displaystyle \phi } 위의, 변수 {\displaystyle x}의 치환 가능 항(영어: substitutable/free term for {\displaystyle x})은 다음 조건을 만족시키는 항 {\displaystyle t}이다.
- 만약 {\displaystyle t}가 변수 {\displaystyle y}를 포함하며, {\displaystyle \phi }가 논리식 {\displaystyle \forall y\psi }를 포함한다면, {\displaystyle x}는 {\displaystyle \psi }의 자유 변수가 아니다.

즉, 다음과 같이 재귀적으로 정의된다.
- 항 {\displaystyle u,v}에 대하여, {\displaystyle t}는 {\displaystyle u=v} 위의 {\displaystyle x}의 치환 가능 항이다.
- 관계 {\displaystyle {\mathsf {R}}} 및 항 {\displaystyle t_{1},\dots ,t_{n_{\mathsf {R}}}}에 대하여, {\displaystyle t}는 {\displaystyle {\mathsf {R}}(t_{1},\dots ,t_{n_{\mathsf {R}}})} 위의 {\displaystyle x}의 치환 가능 항이다.
- {\displaystyle t}가 {\displaystyle \phi } 위의 {\displaystyle x}의 치환 가능 항이라면, {\displaystyle t}는 {\displaystyle \lnot \phi } 위의 {\displaystyle x}의 치환 가능 항이다.
- {\displaystyle t}가 {\displaystyle \phi ,\psi } 위의 {\displaystyle x}의 치환 가능 항이라면, {\displaystyle t}는 {\displaystyle \phi \land \psi } 위의 {\displaystyle x}의 치환 가능 항이다.
- {\displaystyle t}가 변수 {\displaystyle y}를 포함하지 않거나, {\displaystyle x}가 {\displaystyle \phi }의 자유 변수가 아니라면, {\displaystyle t}는 {\displaystyle \forall y\phi } 위의 {\displaystyle x}의 치환 가능 항이다.

## 같이 보기
- 람다 대수#치환
- 분지 유형 이론#치환